# Teleférico La Paz

Linjenät

Teleférico La Paz (Mi Teleférico) är ett omfattande linbanesystem i La Paz och El Alto, Bolivia. Sedan dess invigning i maj 2014 har det utvecklats till att bli ett av de mest ikoniska och viktiga kollektivtrafiksystemen i regionen. Systemet är utformat för att erbjuda ett snabbt, pålitligt och hållbart transportalternativ för invånarna i en av världens högst belägna huvudstäder.
Teleférico är världens största linbanenät för passagerartrafik. I oktober 2014 drivs två linjer, med en tredje planerad för att starta samma månad. Alla tre linjerna i den första etappen har byggts av det österrikiska företaget Doppelmayr. De röda och gula linjerna förbinder La Paz med El Alto och den gröna linjen La Paz centrum med den nedre, södra delen, av staden.
En kabinvagn tar tio sittande passagerare. De är inredda med två mittemot varandra placerade bänkar. En vagn kan avgå var 12:e sekund och de är i trafik upp till 17 timmar per dag året runt, frånsett när de är på underhåll. 
Priset per resa är ungefär det dubbla mot priset för en resa med minibuss sträckan Al Alto till La Paz på den omkring tolv kilometer långa huvudvägen.
De tre linjerna i den första etappen, med ungefär 10,4 kilometer sammanlagd sträcka, har 74 torn som bär kablarna och upptar en yta av 30 100 kvadratmeter eller 3,1 hektar.

## Linjer
| Linje      | Längd  | Restid       | Antal stationer | Övre ändstation                                                                      | Nedre ändstation                                                                      | Öppnad            |
| ---------- | ------ | ------------ | --------------- | ------------------------------------------------------------------------------------ | ------------------------------------------------------------------------------------- | ----------------- |
| Röd linje  | 2,7 km | 10 minuter   | 3               | Estación 16 de Julio (Avenida Panorámica Norte) i El Alto                            | Gran Estación Central (Avenida Manco Kapac) i La Paz                                  | 30 maj 2014       |
| Gul linje  | 3,9 km | 13,5 minuter | 4               | Estación Parque Mirador (Av. Panorámica Sur i El Alto):                              | Estación Ciudad Empresarial (Avenida Libertador) i La Paz (gemensam med gröna linjen) | 15 september 2014 |
| Grön linje | 3,9 km | 16,6 minuter | 4               | Estación Ciudad Empresarial (Avenida Libertador) i La Paz (gemensam med gula linjen) | Estación Las Cholas, slutet av Avenida Roma i La Paz                                  | ej färdigställd   |

## Stationer
| Station                           | Läge                                                                      |
| 16 de Julio / Jach’a Qhathu       | El Alto: Zona 16 de julio, Gran Mercado o Feria, Avenida Panorámica Norte |
| Cementerio / Ajayuni              | Lugar de las Almas, Avenida Entre Ríos                                    |
| Gran Estación Central / Taypi Uta | Casa del Encuentro, Avenida Manco Cápac, tidigare järnvägsstation         |
| Parque Mirador / Qhana Pata       | El Alto: Mirador en lo alto, Avenida Panorámica                           |
| Buenos Aires / Quta Uma           | Agua del Lago, Avenida Buenos Aires och Calle Moxos                       |
| Sopocachi / Suphu Kachi           | Calle Miguel de Cervantes och Saavedra esquina Calle Méndez Arcos         |
| Ciudad Empresarial / Chuqui Apu   | Avenida Libertador                                                        |
| Ciudad Empresarial / Chuqui Apu   | Avenida Libertador                                                        |
| ?                                 | Alto Obrajes, slutet av Avenida Costanera och Avenida Del Maestro         |
| ?                                 | Obrajes, i höjd med Calle 17 (nära Puente Esperanza)                      |
| Las Cholas                        | slutet av Avenida Roma                                                    |

## En andra fas
I juli 2014 meddelade president Evo Morales att fem nya linjer, sammankopplade med det övriga nätet, ska byggas under de närmaste åren. Två nya linjer ska förlänga den röda linjen längre ner i den kanjon, som La Paz ligger i, och knyta ihop den med den gröna linjen (och den gula), samtidigt som en ny linje förlänger den röda linjen i andra änden av högplatån i El Alto. En ny linje ska förlänga den gula linjen från Zona Sur ytterligare längre längre ner i dalen. Slutligen ska en ny linje ge en tredje parallell förbindelse mellan El Alto och La Paz.